# Miranda Cosgroveová
Miranda Taylor Cosgroveová (nepřechýleně Cosgrove; * 14. května 1993 Los Angeles, Kalifornie) je americká herečka a zpěvačka. Její nejznámější role je Carly Shayová v seriálu iCarly.

## Život
Ve věku asi tří let byla Miranda Cosgroveová spatřena v reklamě na restauraci. Poté hrála v různých reklamách například: Burger King a McDonald, později v roce 2003 jí vzali do role na straně Jacka Blacka ve Škole ro(c)ku.
Dále v roce 2003, obsadila roli Megan Parker v sitcomu Nickelodeon Drake & Josh. V letech 2007 - 2012 hrála hlavní roli Carly Shay v seriálu iCarly. Cosgroveová také absolvovala několik hostující vystoupení na jiných přehlídkách, jako je Zoey 101 Nickelodeon a Unfabulous. iCarly v prosinci 2007 se svým prvním singlem se objevila s Drake Bell, nazvaný Nechte mi to vše, nicméně, byl k dispozici pouze ve Spojených státech. V červnu 2008, přinesl nahrávací Columbia Records, se iCarly soundtrack se s čtyři písně Nech to všechno na mně, Stay My Baby, About You Now. About You Now udělil číslo 47 v Top 100 na grafech a je stále jejich nejúspěšnější singl.
V březnu 2010, Miranda vydala její nové album Sparks Fly. v roku 2011 byla Miranda Cosgroveová na své turné tour Dancing se bude konat v mnoha městech po celé Severní Americe. Cesta začala v Missouri ve Spojených státech a skončilo v Ohiu. Dne 11. srpna 2011 byla Miranda Cosgroveová v turné autobusu ve Vandalii v Illinois zapojeném do dopravní nehody. Miranda si při tom zlomila kotník, ostatní koncerty byly zrušeny.

## Filmografie

### Film
| Rok  | Název                       | Role            | Poznámky            |
| ---- | --------------------------- | --------------- | ------------------- |
| 2003 | Škola ro(c)ku               | Summer Hathaway |                     |
| 2005 | Tvoje, moje a naše          | Joni North      |                     |
| 2006 | Greatest Ever Comedy Movies | sama sebe       | dokument            |
| 2006 | Khan Kluay                  | Kon Suay (hlas) |                     |
| 2006 | Držte krok se Steinovými    | Karen Sussman   |                     |
| 2009 | Divoký hřebec               | Hannah Mills    |                     |
| 2010 | Já, padouch                 | Margo (hlas)    |                     |
| 2010 | Rekonstrukce                | Margo (hlas)    | krátkometrážní film |
| 2011 | Our Deal                    | Night Creepers  | krátkometrážní film |
| 2013 | Já, padouch 2               | Margo (hlas)    |                     |
| 2013 | Postranní kolečka           | Margo (hlas)    | krátkometrážní film |
| 2015 | A Mouse Tale                | Samantha (hlas) |                     |
| 2015 | Narušitelé                  | Rose Halshford  |                     |
| 2017 | Já, padouch 3               | Margo (hlas)    |                     |
| 2019 | Minion Scouts               | Margo (hlas)    | krátkometrážní film |
| 2019 | 3022                        | Lisa Brown      |                     |
| 2021 | North Hollywood             | Rachel          |                     |
| 2024 | Já, padouch 4               | Margo (hlas)    |                     |

### Televize
| Rok        | Název                                  | Role                  | Poznámky                                               |
| ---------- | -------------------------------------- | --------------------- | ------------------------------------------------------ |
| 2004       | S dětmi na krku                        | Jessica               | díl: You Better You Bet                                |
| 2004       | Co nového, Scooby-Doo?                 | Miranda Wright (hlas) | díl: A Terrifying Round with a Menacing Metallic Clown |
| 2004–2007  | Drake a Josh                           | Megan Parker          | hlavní role                                            |
| 2005       | Lilo a Stitch                          | Sarah (hlas)          | díl: Morpholomew: Experiment                           |
| 2005       | All That                               | Herself               | díl: 10th Anniversary Reunion Special                  |
| 2005       | Here Comes Peter Cottontail: The Movie | Munch (hlas)          | TV film                                                |
| 2006       | Drake & Josh Go Hollywood              | Megan Parker          | TV film                                                |
| 2007       | Zoey 101                               | Paige Howard          | díl: Paige at PCA                                      |
| 2007       | Just Jordan                            | Lindsey Chandler      | díl: Piano Stressin                                    |
| 2007       | Unfabulous                             | Cosmina               | díl: The Talent Show                                   |
| 2007–2012  | iCarly                                 | Carly Shay            | hlavní role                                            |
| 2008       | The Naked Brothers Band                | Miranda               | díl: Mystery Girl: Part Two                            |
| 2008       | Mystery Girl                           | Sama sebe             | TV film                                                |
| 2008       | Merry Christmas, Drake & Josh          | Megan Parker          | TV film                                                |
| 2010       | 7 Secrets with Miranda Cosgrove        | Sama sebe             | TV film                                                |
| 2010       | Dobrá manželka                         | Sloan Burchfield      | díl: Průšvihářky                                       |
| 2010       | Big Time Christmas                     | Sama sebe             | TV film                                                |
| 2016       | Crowded                                | Shea Moore            | hlavní role, 13 dílů                                   |
| 2017       | Spaced Out                             | Casey                 | neprodaný televizní pilot                              |
| 2018       | History of Them                        | vypravěč              | neprodaný televizní pilot                              |
| 2019–dosud | Mission Unstoppable                    | moderátorka           |                                                        |
| 2020       | Goldbergovi                            | Elana Reid            | díl: Rozhazovací mód                                   |
| 2020       | Minions Holiday Special                | vypravěč (hlas)       | TV speciál                                             |
| 2021–2023  | iCarly Revival                         | Carly Shay            | hlavní role, také producentka                          |

### Videohry
| Rok  | Název                         | Role              | Poznámky |
| ---- | ----------------------------- | ----------------- | -------- |
| 2007 | Drake & Josh                  | Megan Parker      |          |
| 2007 | Drake & Josh: Talent Showdown | Megan Parker      |          |
| 2009 | iCarly                        | Carly Shay (hlas) |          |
| 2010 | iCarly 2: iJoin the Click!    | Carly Shay (hlas) |          |

## Diskografie
- Sparks Fly (2010)